# Nižná Myšľa
Nižná Myšľa és un poble i municipi d'Eslovàquia. Es troba a la regió de Košice, a l'est del país.

## Història
La primera referència escrita de la vila data del 1270.

## Demografia
| Godina             | 1994 | 2004    | 2014    | 2024   |
| ------------------ | ---- | ------- | ------- | ------ |
| Nombre de persones | 1216 | 1394    | 1678    | 1615   |
| Diferència         |      | +14,63% | +20,37% | −3,75% |

| Godina             | 2023 | 2024   |
| ------------------ | ---- | ------ |
| Nombre de persones | 1617 | 1615   |
| Diferència         |      | −0,12% |